# Hamichlol
Die Hamichlol (hebräisch המכלול, deutsch Die Gesamtheit) ist eine auf der MediaWiki-Software basierende, israelisch-chassidische Online-Enzyklopädie, die seit 2015 von dem "Institut für Alphabetisierung und richtiges Wissen" (hebräisch: המכון לאוריינות וידע כהלכה) betrieben wird. In ihr sind 1:1 gespiegelte Artikel der hebräischen Wikipedia auf Basis der Tora und Werte des ultraorthodoxen Judentums redigiert bzw. zensiert. Inhalte, die mit dem chassidischen Glauben nicht korrespondieren, werden umgeschrieben beziehungsweise weggelassen.

## Hintergrund
Im Jahr 2014 gründete der israelische chassidische Rabbiner Yosef Kaminer das Institut für Alphabetisierung und richtiges Wissen (hebräisch: המכון לאוריינות וידע כהלכה), über das die Seite erstellt werden sollte. Die Enzyklopädie wurde von den Eigentümern als Aspeklaria (hebräisch : אספקלריה) bezeichnet, was im Lateinischen „Spiegel“ bedeutet, da es sich um eine überarbeitete Ausgabe der hebräischen Wikipedia handelt. Die Seite richtet sich an die sehr konservativen Haredi, die aufgrund ihrer strengen Auslegung der Halacha die Inhalte von Wikipedia nicht nutzen wollen. Hamichlol will „die größte jüdische Enzyklopädie in der Geschichte“ sein, die Artikel zu allen Fragen der Tora, der jüdischen Werte und der Geschichte des jüdischen Volkes enthält, aber auch Wissen über die Menschheit und aus allen Bereichen des Weltlichen (hebräisch: חולין [Transliteration: hulin]) „in sauberer Sprache gemäß der jüdischen Weltanschauung verfasst“. Hierzu zählt jeglicher Verzicht auf bildliche Darstellung von Frauen, Homosexualität und Evolution. Abweichende Meinungen sind, weil sie Häresie und Säkularisierung unterworfen seien, „zu demontieren und in eine getreue jüdische Hülle umzuweben“.